# Ла-Сал (Юта)
Ла-Сал (англ. La Sal) — переписна місцевість (CDP) в США, в окрузі Сан-Хуан штату Юта. Населення — 348 осіб (2020).

## Географія
Ла-Сал розташована за координатами 38°18′4″ пн. ш. 109°15′56″ зх. д. / 38.30111° пн. ш. 109.26556° зх. д. (38.301144, -109.265653).  За даними Бюро перепису населення США в 2010 році переписна місцевість мала площу 123,52 км², з яких 123,19 км² — суходіл та 0,33 км² — водойми.

## Демографія
Згідно з переписом 2010 року, у переписній місцевості мешкало 395 осіб у 150 домогосподарствах у складі 101 родини. Густота населення становила 3 особи/км².  Було 185 помешкань (1/км²).
Расовий склад населення:
| - 98,2 % — білих - 0,5 % — корінних американців - 1,0 % — осіб інших рас |

До двох чи більше рас належало 0,3 %. Частка іспаномовних становила 8,9 % від усіх жителів.
За віковим діапазоном населення розподілялося таким чином: 27,6 % — особи молодші 18 років, 64,0 % — особи у віці 18—64 років, 8,4 % — особи у віці 65 років та старші. Медіана віку мешканця становила 35,5 року. На 100 осіб жіночої статі у переписній місцевості припадало 106,8 чоловіків;  на 100 жінок у віці від 18 років та старших — 100,0 чоловіків також старших 18 років.
За межею бідності перебувало 42,3 % осіб, у тому числі 100,0 % дітей у віці до 18 років та 0,0 % осіб у віці 65 років та старших.
Цивільне працевлаштоване населення становило 81 особа. Основні галузі зайнятості: роздрібна торгівля — 38,3 %, сільське господарство, лісництво, риболовля — 22,2 %, транспорт — 12,3 %, виробництво — 11,1 %.